# Saunasaari (ö i Södra Savolax, S:t Michel, lat 61,55, long 28,39)
Saunasaari är en ö i Finland. Den ligger i sjön Kylliönjärvi på ön Viljakansaari som i sin tur ligger i sjön Pihlajavesi (del av Saimen) och i kommunen Puumala i den ekonomiska regionen  S:t Michel och landskapet Södra Savolax, i den södra delen av landet, 240 km nordost om huvudstaden Helsingfors. Öns area är 0,3 hektar och dess största längd är 110 meter i nord-sydlig riktning.